# Горњи Михољац
Горњи Михољац је насељено место у саставу града Слатине, у Вировитичко-подравској жупанији, Република Хрватска.

## Историја
До територијалне реорганизације у Хрватској налазио се у саставу старе општине Подравска Слатина.

## Становништво
На попису становништва 2011. године, Горњи Михољац је имао 304 становника.

## Попис 1991.
На попису становништва 1991. године, насељено место Горњи Михољац је имало 399 становника, следећег националног састава:
| Попис 1991.‍  | Попис 1991.‍  | Попис 1991.‍ | Попис 1991.‍ | Попис 1991.‍ |
| ------------ | ------------ | ----------- | ----------- | ----------- |
|              |              |             |             |             |
| Хрвати       | Хрвати       |             | 206         | 51,62%      |
| Срби         | Срби         |             | 170         | 42,60%      |
| Југословени  | Југословени  |             | 18          | 4,51%       |
| неопредељени | неопредељени |             | 4           | 1,00%       |
| регион. опр. | регион. опр. |             | 1           | 0,25%       |
| укупно: 399  |              |             |             |             |